# Лугано (футбольний клуб)
Футбольний клуб Лугано (італ. Football Club Lugano) — швейцарський футбольний клуб з міста Лугано. Клуб засновано 1908 року.

## Історія
Футбольний клуб Лугано заснований 28 липня 1908 під керівництвом тодішнього президента Ернесто Корсіні. Вперше клуб потрапив до вищого дивізіону Швейцарії в 1922 році. Клуб балансує між першим та другим дивізіонами. Свій перший титул (Кубок Швейцарії) команда здобула в 1931 році. Тричі клуб ставав чемпіоном Швейцарії: 1938, 1941 та 1949.
У 1951 році клуб отримав нову арену місткість до 15 000 глядачів, чимала кількість місць нового стадіону були стоячими. Після кількох реконструкцій, зокрема 1993 та перед чемпіонатом Європи з футболу 2008 року його місткість була істотно зменшена, а саме до 6 500 глядачів.
У 1968 році здобувши вдруге Кубок Швейцарії команда дебютує в Кубку володарів кубків УЄФА, два роки по тому брали участь у Кубку УЄФА.
Після оголошення банкрутства в 2003 році, 30 червня 2004 року, «Лугано» об'єднався з клубом «Малькантоне Агно» вже під назвою АС «Лугано».
У 2007 році змінився президент клубу та головний спонсор. 4 червня 2008 загальні збори акціонерів проголосували про повернення історичної назви клубу — футбольний клуб Лугано, до того ж в той рік клуб відзначив своє сторіччя. У 2015 році ФК «Лугано» повернувся до швейцарської Суперліги.

## Хронологія виступів у чемпіонатах
- 1922–33: Серія A
- 1933–53: Національна ліга A
- 1953–54: Національна ліга B
- 1954–60: НЛА
- 1960–61: НЛБ
- 1961–63: НЛА
- 1963–64: НЛБ
- 1964–76: НЛА
- 1976–79: НЛБ
- 1979–80: НЛА
- 1980–88: НЛБ
- 1988–97: НЛА
- 1997–98: НЛБ
- 1998–02: НЛА
- 2002–03: НЛБ
- 2003–04: 2 Ліга інтеррегіональна
- 2004–15: Челендж-ліга
- 2015—: Суперліга

## Склад команди
Станом на 30 жовтня 2024
| №  | Поз. | Нац.        | Гравець                  |
| -- | ---- | ----------- | ------------------------ |
| 1  | ВР   | Косово      | Амір Саїпі               |
| 2  | ЗХ   | Канада      | Закарі Бро-Гіяр          |
| 5  | ЗХ   | Швейцарія   | Албіан Хайдарі           |
| 6  | ЗХ   | Німеччина   | Антоніос Пападопулос     |
| 7  | ПЗ   | Чехія       | Роман Мацек              |
| 8  | ПЗ   | Швейцарія   | Анто Гргич               |
| 9  | НП   | Косово      | Шкелкім Владі            |
| 10 | НП   | Швейцарія   | Маттіа Боттані (капітан) |
| 11 | ПЗ   | Швейцарія   | Ренато Штеффен           |
| 17 | ЗХ   | Німеччина   | Ларс Лукас Май           |
| 18 | ПЗ   | Франція     | Хішам Маху               |
| 20 | ПЗ   | Кот-д'Івуар | Усман Думбія             |

| №  | Поз. | Нац.       | Гравець           |
| -- | ---- | ---------- | ----------------- |
| 21 | ПЗ   | Франція    | Яніс Сіміньяні    |
| 22 | ЗХ   | Марокко    | Айман Ель Вафі    |
| 23 | ЗХ   | Аргентина  | Мілтон Валенсуела |
| 25 | ПЗ   | Швейцарія  | Уран Беслімі      |
| 26 | ЗХ   | Португалія | Мартім Маркеш     |
| 29 | ПЗ   | Туніс      | Хадж Махмуд       |
| 31 | НП   | Аргентина  | Ігнасіо Аліседа   |
| 34 | НП   | Швейцарія  | Боріс Бабич       |
| 46 | ЗХ   | Італія     | Маттіа Дзанотті   |
| 58 | ВР   | Нігерія    | Себастьян Осігве  |
| 93 | НП   | Польща     | Кацпер Пржибилько |

## Логотип

Логотип до 2008 року
Логотип у 2008—2025 роках
Логотип з 2025 року

## Досягнення
- Чемпіонат Швейцарії
  - Чемпіон Швейцарії (3): 1938, 1941, 1949

- Кубок Швейцарії
  - Володар (4): 1931, 1968, 1993, 2022

## Участь в єврокубках
| Сезон   | Турнір                 | Раунд                     | Супротивник         | Вдома | На виїзді | Сумарно    |
| ------- | ---------------------- | ------------------------- | ------------------- | ----- | --------- | ---------- |
| 1968–69 | Кубок володарів кубків | Перший раунд              | Барселона           | 0–1   | 0–3       | 0–4        |
| 1971–72 | Кубок УЄФА             | Перший раунд              | Легія               | 1–3   | 0–0       | 1–3        |
| 1993–94 | Кубок володарів кубків | Кваліфікаційний раунд     | Німан               | 5–0   | 1–2       | 6–2        |
| 1993–94 | Кубок володарів кубків | Перший раунд              | Реал Мадрид         | 1–3   | 0–3       | 1–6        |
| 1995–96 | Кубок УЄФА             | Попередній раунд          | Женесс (Еш)         | 4–0   | 0–0       | 4–0        |
| 1995–96 | Кубок УЄФА             | Перший раунд              | Інтер‎               | 1–1   | 1–0       | 2–1        |
| 1995–96 | Кубок УЄФА             | Другий раунд              | Славія (Прага)      | 1–2   | 0–1       | 1–3        |
| 2001–02 | Ліга чемпіонів         | 2-й кваліфікаційний раунд | Шахтар (Донецьк)    | 2–1   | 0–3       | 2–4        |
| 2002–03 | Кубок УЄФА             | Кваліфікаційний раунд     | Вентспілс           | 1–0   | 0–3       | 1–3        |
| 2017–18 | Ліга Європи            | Група G                   | Хапоель (Беер-Шева) | 1–0   | 1–2       | 3-тє місце |
| 2017–18 | Ліга Європи            | Група G                   | Стяуа               | 1–2   | 2–1       | 3-тє місце |
| 2017–18 | Ліга Європи            | Група G                   | Вікторія (Пльзень)  | 3–2   | 1–4       | 3-тє місце |
| 2019–20 | Ліга Європи            | Група B                   | Динамо (Київ)       | 0–0   | 1–1       | 4-те місце |
| 2019–20 | Ліга Європи            | Група B                   | Копенгаген          | 0–1   | 0–1       | 4-те місце |
| 2019–20 | Ліга Європи            | Група B                   | Мальме              | 0–0   | 1–2       | 4-те місце |
| 2022–23 | Ліга конференцій       | 3-й кваліфікаційний раунд | Хапоель (Беер-Шева) | 0–2   | 1–3       | 1–5        |
| 2023–24 | Ліга Європи            | Раунд плей-оф             | Юніон Сент-Жилуаз   | 0–2   | 0–1       | 0–3        |
| 2023–24 | Ліга конференцій       | Група D                   | Брюгге              | 1–3   | 0–2       | 4-те місце |
| 2023–24 | Ліга конференцій       | Група D                   | Буде-Глімт          | 0–0   | 2–5       | 4-те місце |
| 2023–24 | Ліга конференцій       | Група D                   | Бешикташ            | 0–2   | 3–2       | 4-те місце |
| 2025–26 | Ліга Європи            | 2-й кваліфікаційний раунд | ЧФР                 | 0–0   | 0–1 (дч)  | 0–1        |
| 2025–26 | Ліга конференцій       | 3-й кваліфікаційний раунд | Целє                | 0–5   | 4–2       | 4–7        |

## Відомі колишні гравці
- Крістіан Едуардо Хіменес
- Хуліо Ернан Россі
- Нельсон Вівас
- Діда
- Мауро Галван
- Феліпе Кампанолі Мартінш
- Томіслав Ерцег
- Оттмар Гітцфельд
- Едвін Гортер
- Єрн Андерсен
- Людовік Маньїн
- Валон Беграмі
- Алессандро Фрігеріо
- Армандо Садіку